# سیارک ۱۲۹۰۹
سیارک ۱۲۹۰۹ (به انگلیسی: 12909 Jaclifford، نامگذاری:1998SK58) دوازده هزار و نهصد و نهمین سیارک کشف شده‌است که در ۱۷ سپتامبر ۱۹۹۸ کشف شد.
قدر مطلق سیارک برابر ۱۹.۵ است.